# Neopalîmivka (Pervozvanivka), Kirovohrad
Neopalîmivka (în ucraineană Неопалимівка) este un sat în comuna Pervozvanivka din raionul Kirovohrad, regiunea Kirovohrad, Ucraina.

## Demografie
Componența lingvistică a localității Neopalîmivka
     Ucraineană (87,5%)
     Rusă (12,5%)
Conform recensământului din 2001, majoritatea populației localității Neopalîmivka era vorbitoare de ucraineană (87,5%), existând în minoritate și vorbitori de rusă (12,5%).